# Středisko přípravy kosmonautů J. A. Gagarina
Středisko přípravy kosmonautů J. A. Gagarina plným názvem Vědecko-výzkumné zkušební středisko přípravy kosmonautů J. A. Gagarina (NII CPK J. A. Gagarina, rusky Научно-исследовательский испытательный центр подготовки космонавтов имени Ю.А.Гагарина, НИИЦПК им.Ю.А.Гагарина), běžně nazývané CPK (ЦПК), je ruská státní rozpočtová organizace, zodpovědná za přípravu kosmonautů, počínaje organizací výběru, přes kompletní výcvik a přípravu k letům, až po poletovou rehabilitaci.
Středisko bylo založeno roku 1960 jako specializovaná složka vojenského letectva. Roku 2009 bylo založeno nové, civilní, Středisko přípravy kosmonautů v podřízenosti agentury Roskosmos. Původní vojenské CPK během první poloviny roku 2009 odevzdá majetek i zaměstnance a v létě 2009 bude zrušeno.

## Úkoly CPK
Základním úkolem CPK je výběr a všestranná příprava kosmonautů. Na let kosmickou lodí, pobyt na vesmírné stanici, provádění vědeckých experimentů, zkrátka na vše co je může ve vesmíru potkat. A to včetně lékařské péče a poletové rehabilitace. K plnění hlavního úkolu postupně ve středisku vzniklo rozsáhlé zázemí, včetně řady trenažérů a maket kosmických lodí, některých ve vodním bazénu. Součástí střediska je také letecký pluk. Pracovníci CPK se rovněž účastní zkoušek kosmické techniky, vývoje nových kosmických lodí i podpůrné techniky.

## Historie

### Složka vojenského letectva
Rozhodnutí o vytvoření samostatného střediska pro přípravy kosmonautů v rámci letectva padlo koncem roku 1959. 11. ledna 1960 hlavní velitel letectva maršál Konstantin Veršinin potvrdil organizační strukturu nového Střediska přípravy kosmonautů vojenského letectva (CPK VVS), zprvu vedeného jako speciální vojenský útvar číslo 26266. Dne 24. února 1960 byl jmenován první náčelník CPK, plukovník lékařské služby Jevgenij Karpov, a začalo budování střediska.
CPK bylo součástí sil vojenského letectva, v jehož velení byla roku 1960 pro řešení otázek spojených kosmickými lety zřízena funkce „pomocník Hlavního velitele letectva pro přípravu a zabezpečení kosmických letů“. Tento post zastávali:
- generálporučík letectva Nikolaj Petrovič Kamanin (listopad 1960 – 1971)
- generálmajor (od 25. dubna 1975 generálporučík) letectva Vladimir Alexandrovič Šatalov (25. června 1971 – 1987)

V prvních měsících bylo CPK dočasně podřízeno vojenskému Institutu letecké a kosmické medicíny (rusky Государственный научно-исследовательский испытательный институт авиационной и космической медицины, ГНИИИ А и КМ) a sídlilo u Frunzeho letiště v Moskvě. Prvních 13 letců se ubytovalo v jednopatrovém domku. Záchody měli venku. Postupně přicházeli další tak, jak je jejich velitelé útvarů pouštěli. V ústavu začala 14. března 1960 i výuka kosmonautů. V létě 1960 středisko přesídlilo 40 km za Moskvu do dnešního Hvězdného městečka. Zprvu dostali poměrně skromné byty na sídlišti v městě Čkalovskoje nedaleko Medvědího jezera, pak se v nedalekém lese postavila základna a zmiňované Hvězdné městečko. Z dvaceti vybraných letců byl sestaven Oddíl kosmonautů CPK a okamžitě zahájen výcvik. Už v dubnu 1961 Jurij Gagarin vzlétl, jako první člověk, do vesmíru. CPK organizovalo přípravu dalších letů programů Vostok, Voschod. V programu Voschod byly ve středisku připravováni na kosmický let mimo vojáků vlastního oddílu i civilní inženýři a lékaři.
Od roku 1966 se kosmonauti střediska připravovali na kosmické lety v rámci lunárního programu (lodě Sojuz, L-1 a L-3 (kosmická loď)) a programů Almaz, Spiral a Zvezda (7K-VI).
Roku 1969 bylo CPK reorganizováno ve Vědeckovýzkumné zkušební středisko přípravy kosmonautů J. A. Gagarina (NII CPK J. A. Gagarina).
Z kosmonautů CPK se skládaly posádky orbitálních stanic řady Almaz, obsazovali též místa velitelů posádek létajících v rámci programů Saljut a Mir.
Od druhé poloviny 70. let CPK zajišťovalo i výcvik zahraničních kosmonautů létajících do vesmíru na sovětských lodích v programu Interkosmos, resp. od 80. let podle dvoustranných mezistátních dohod. V 80. letech v CPK prošli všeobecnou kosmickou přípravou i členové oddílů kosmonautů Letecko-výzkumného institutu ministerstva letectví a Čkalovova vědeckovýzkumného institutu vojenského letectva určení k letům v raketoplánu Buran.
Roku 1995 (rozhodnutí vlády z 15. května 1995 č. 478) bylo středisko sloučeno se 70. samostatným zkušebně-výcvikovým leteckým plukem zvláštního určení v Ruské státní vědeckovýzkumné zkušební středisko přípravy kosmonautů J. A. Gagarina (RGNII CPK J. A. Gagarina).
Od počátku osídlení Mezinárodní vesmírné stanice obsazují kosmonauti oddílu CPK polovinu míst ruské kvóty.

### Přechod pod Roskosmos
Ruská vláda v říjnu 2008 rozhodla (nařízením č. 1435 z 1. října 2008) o vytvoření nové Federální státní rozpočtové organizace „Vědecko-výzkumné zkušební středisko přípravy kosmonautů J. A. Gagarina“ (rusky Федеральное государственное бюджетное учреждение «Научно-исследовательский испытательный центр подготовки космонавтов имени Ю.А.Гагарина») podřízené Roskosmosu, které uložila do devíti měsíců převzít činnost, majetek i zaměstnance dosavadního vojenského „Ruského státního vědecko-výzkumného zkušebního střediska přípravy kosmonautů J. A. Gagarina“ a toto po odevzdání všech aktiv zrušit. Vlastní proces inventarizace a přebírání majetku a zaměstnanců proběhl v první polovině roku 2009. Ovšem ne bez problémů, vedení ministerstva obrany si, za rozhodného odporu zaměstnanců CPK, pokoušelo nechat speciálně vybavené letouny střediska k běžným dopravním účelům. Dne 27. března 2009 byl (s platností od 30. března) jmenován první náčelník nového „civilního“ CPK, zkušený kosmonaut, Sergej Krikaljov.

## Náčelníci CPK

### Náčelníci vojenského CPK (od 1969 NII CPK J. A. Gagarina, od 1995 RGNII CPK J. A. Gagarina)
- plukovník lékařské služby Jevgenij Anatoljevič Karpov (únor 1960 – březen 1963)
- generálporučík letectva Michail Pavlovič Odincov (březen 1963 – 1963)
- generálmajor letectva Nikolaj Fjodorovič Kuzněcov (1963 – 1972)

Od roku 1972 byli náčelníky střediska jmenováni bývalí kosmonauti.
- generálmajor (od 14. února 1977 generálporučík) letectva Georgij Timofejevič Beregovoj (26. června 1972 – 3. ledna 1987)
- generálporučík letectva Vladimir Alexandrovič Šatalov (3. ledna 1987 – 19. září 1991)
- generálmajor letectva (od 8. července 1992 generálporučík letectva, od 23. února 1998 generálplukovník) Pjotr Iljič Klimuk (12. září 1991 – 17. září 2003)
- generálmajor (od 16. prosince 2004 generálporučík) Vasilij Vasiljevič Ciblijev (9. září 2003 – léto 2009)

### Náčelník civilního FGUP NII CPK J. A. Gagarina
- Sergej Krikaljov (30. března 2009 — 2014)
- Jurij Lončakov (2014—2017)
- Pavel Vlasov (2017—2021)
- Maxim Charlamov (od 2021)[8]